# Viktor Vasiljevič Smirnov
Viktor Vasiljevič Smirnov (rusky Виктор Васильевич Смирнов) (* 12. března 1933, Kyjev) je ruský novinář, spisovatel a scenárista původem z Ukrajiny.

## Život
Narodil se v Kyjevě na Ukrajině. Roku 1956 dokončil studium žurnalistiky na Moskevské státní univerzitě M. V. Lomonosova a pak do roku 1959 působil jako novinář na Sibiři. Poté krátce pracoval v časopise Смена (Směna) a od roku 1960 do roku 1970 v časopise Вокруг света (Kolem světa).
Je autorem mnoha filmových scénářů, jako spisovatel psal romány, novely a povídky s dobrodružnou a detektivní tematikou. Roku 1958 se stal členem Svazu novinářů Sovětského svazu a roku 1973 členem Svazu spisovatelů Sovětského svazu. Roku 1977 byl vyznamenán titulem Zasloužilý umělec Ukrajiny, roku 1989 obdržel Státní cenou RSFSR Maxima Gorkého. Je rovněž nositelem Zlaté medaile Alexandra Dovženka za scenáristickou práci.

## Dílo

### Próza
- В маленьком городе Лиде (1961]), povídka.
- Один день на Безымянном (1962), povídka.
- Портрет (1962, Portrét), povídka.
- Верь маякам (1963), povídka.
- Одна лошадиная сила (1964, Jedna koňská síla), povídka.
- Трое суток рядом со смертью (1964, Tři dny v blízkosti smrti), povídka.
- Поединок в горах (1965), novela).
- Сети на ловца (1966, sci-fi povídka.
- Ночной мотоциклист(1965, Noční motocyklista), detektivní román, česky jako Noční jízda, prvně vydáno pod názvem Кто пятый?, příběh vypráví o pátrání po vrahovi někdejšího partyzána v malém městečku v sibiřské tajze, zfilmováno.
- Прерванный рейс (1967, Přerušená plavba), povídka.
- Дорога к Чёрным идолам (1967, Cesta k Černým modlám), dobrodružný román z prostředí zlatokopecké osady na sovětském Dálném severu.
- Тринадцятий рейс (1968, Třináctá plavba), detektivní román o stíhání krádeže vzácné ikony v jednom ze severských přístavů.
- Обратной дороги нет (1970, Není cesty zpět), společně s Igorem Bolgarinem, dvakrát zfilmováno.
- Тревожный месяц вересень (1971), česky jako Neklidné září, dobrodružný román s detektivními prvky odehrávající se roku 1944 v osvobozeném ukrajinském Polesí a zachycující pátrání po zbytcích banderovců, zfilmováno.
- Щучий завтрак (1973, Štičí svačina), próza pro děti.
- Трое суток рядом со смертью (1973).
- Жду и надеюсь (1975, Čekám a doufám), zfilmováno.
- Заулки (1989).
- Адъютант его превосходительства (2001, Pobočník jeho excelence), pětidílný cyklus Igora Bolgarina podle televizního seriálu. Smirnov je spoluautorem třetího a čtvrtého dílu.
- Лето волков (2011), román napsaný podle televizního seriálu.

### Filmové scénáře
- Суровые километры (1969), ruský sovětský film, společně s Igorem Bolgarinem, režie Oleg Nikolajevskij.
- Обратной дороги нет (1970, Není cesty zpátky), společně s Igorem Bolgarinem, ruský sovětský televizní seriál, režie Grigorij Lipšic.
- Ночной мотоциклист (1972), ruský sovětský film, společně s Igorem Bolgarinem, režie Julij Slupskij.
- Приваловские миллионы (1972, Privalovské milióny), ruský sovětský film podle románu Dmitrije Narkisoviče Mamina-Sibirjaka, společně s Igorem Bolgarinem, režie Jaropolk Lapšin.
- Дума о Ковпаке 1: Набат (1973, Dumka o Kovpakovi 1: Zvonění na poplach), ruský sovětský film o jednom z nejvýznamnějších velitelů sovětských partyzánů během druhé světové války Kovpakovi, společně s Igorem Bolgarinem, režie Timofej Levčuk.
- Дума о Ковпаке 2: Буран (1975, Dumka o Kovpakovi 2: Bouře), ruský sovětský film, společně s Igorem Bolgarinem, režie Timofej Levčuk.
- Тревожный месяц вересень (1975, Neklidné září), ruský sovětský film, režie Leonid Osyka.
- Дума о Ковпаке 3: Карпаты, Карпаты (1976, Dumka o Kovpakovi 3: Karpaty, Karpaty), ruský sovětský film, společně s Igorem Bolgarinem, režie Timofej Levčuk.
- Гонки без финиша (1977, Závody bez cíle), ruský sovětský film, společně s Igorem Bolgarinem, režie Alexej Očkin.
- Тачанка с юга (1977), ruský sovětský film, společně s Igorem Bolgarinem, režie Jevgenij Šerstobitov.
- Жду и надеюсь (1980), ruský sovětský televizní film, režie Suren Šachbazjan.
- От Буга до Вислы (1980), ruský sovětský film, společně s Igorem Bolgarinem, režie Timofej Levčuk.
- Берег его жизни (1984, Břeh jeho života), ruský sovětský televizní film, společně s Igorem Bolgarinem, režie Juril Solomin.
- Алый камень (1986, Rudý kámen), ruský sovětský film, společně s Igorem Bolgarinem, režie Valerij Isakov.
- Дикий ветер (1986, Divoký vítr), sovětsko-jugoslávský film, společně s Igorem Bolgarinem, režie Aleksandar Petković a Valeriu Žeregi.
- Секретный фарватер (1986, Tajný kanál), ruský sovětský čtyřdílný televizní film podle románu Leonida Dmitrijeviče Platova, společně s Igorem Bolgarinem, režie Vadim Kostromenko.
- В Крыму не всегда лето (1987, Na Krymu není vždycky léto), ruský sovětský film, společně s Igorem Bolgarinem, režie Villen Novak.
- Полумгла (2006, Zajatci mlhy), ruský film, režie Arťom Antonov.
- Девять жизней Нестора Махно (2007, Devět životů Nestora Machna), ruský televizní seriál o životě ukrajinského anarchisty a atamana, "baťky" Nestora Machna, společně s Igorem Bolgarinem, režie Nikolaj Kaptan.
- Исчезнувшие (2009, Zmizelí), ruský televizní seriál podle knihy Není cesty zpět, režie Vadim Ostrovskij.
- Лето волков (2011, Léto vlků), ruský šestidílný televizní seriál, režie Dmitrij Iosifov

## Česká vydání
- Třináctá plavba, Československý spisovatel, Praha 1974, přeložil Vladimír Michna, kniha obsahuje autorovy detektivní romány Noční jízda a Třináctá plavba.
- Neklidné září, Lidové nakladatelství, Praha 1974, přeložil Jaroslav Machek.
- Cesta k Černým modlám, Albatros, Praha 1980, přeložili Adolf Felix a Eva Dolejšová, znovu 1985.